# Balfourija
Balfourija též Balfouria (hebrejsky בַּלפוּרְיָה, anglicky Balfouria, v oficiálním seznamu sídel Balfurya) je vesnice typu mošav v Izraeli, v Severním distriktu, v Oblastní radě Jizre'elské údolí.

## Geografie
Leží v nadmořské výšce 93 metrů v rovinaté centrální části Jizre'elského údolí, nedaleko o západních svahů masivu Giv'at ha-More, v oblasti s intenzivním zemědělstvím. Severně od obce prochází vádí Nachal Adašim, do kterého tu od východu ústí vádí Nachal Tevet.
Vesnice se nachází cca 2 kilometry severně od města Afula, cca 78 kilometrů severovýchodně od centra Tel Avivu a cca 35 kilometrů jihovýchodně od centra Haify. Balfouriji obývají Židé, přičemž osídlení v tomto regionu je převážně židovské. Aglomerace Nazaretu, kterou obývají převážně izraelští Arabové, ale začíná jen cca 6 kilometrů severním směrem.
Balfourija je na dopravní síť napojena pomocí severojižní dálnice číslo 60 Afula-Nazaret. Podél jižního okraje obce vede železniční trať v Jizre'elském údolí, zrušená roku 1948 a obnovená po nákladné rekonstrukci roku 2016. Funguje zde i železniční stanice Afula.

## Dějiny
Balfourija byla založena v roce 1922. K založení došlo 2. listopadu 1922 a obec zřídili židovští přistěhovalci, kteří do tehdejší mandátní Palestiny přišli v rámci třetí aliji. Balfourija je pojmenována podle britského ministra zahraničních věcí Arthura Balfoura, který v roce 1917 vydal takzvanou Balfourovu deklaraci. Balfour sám po něm pojmenovanou vesnici navštívil roku 1925. Před vznikem židovské osady se tato lokalita nazývala Raba al-Nacri (רבע א-נאצרי), šlo patrně o pozemky, které patřily obyvatelům Nazaretu.
Balfourija vznikla na pozemcích, které vykoupila sionistická organizace Kehilat Cijon (קהילת ציון) z USA. V první fázi byla osada organizována jako komerční farma, řízená úředníky a profesionálním managementem, kdy její členové byli pouhými zaměstnanci. Roku 1923 se proměnila na mošav, s kolektivní zodpovědností a řízením jeho členů. Šlo o třetí mošav v mandátní Palestině (po osadách Nahalal a Kfar Jechezkel). Vesnice vynikala mezi okolními židovskými osadami svou zámožností. Obytné usedlosti byly zděné, stejně jako hospodářské budovy. Roku 1934 provedli osadníci nový vrt a získali tak zdroj vody, který jim umožnil rozšířit plochu obdělávaných pozemků.
V lednu 1932 byl jeden člen mošavu zastřelen ve svém domě při útoku arabské militantní skupiny okolo Izz ad-Din al-Kassama.
Roku 1949 měla Balfourija 285 obyvatel a rozlohu katastrálního území 8799 dunamů (8,799 kilometrů čtverečních).
V Balfouriji fungují zařízení předškolní péče o děti. Základní škola je v obci Ginegar. Obyvatelé se zabývají zemědělstvím, nebo dojíždějí za prací mimo obec.

## Demografie
Obyvatelstvo mošavu Balfourija je sekulární. Podle údajů z roku 2014 tvořili naprostou většinu obyvatel v Balfouriji Židé (včetně statistické kategorie "ostatní", která zahrnuje nearabské obyvatele židovského původu ale bez formální příslušnosti k židovskému náboženství).
Jde o menší sídlo vesnického typu s dlouhodobě rostoucí populací. K 31. prosinci 2014 zde žilo 421 lidí. Během roku 2014 populace stoupla o 4,5 %.
| Rok            | 1948 | 1949 | 1961 | 1972 | 1983 | 1995 | 2001 | 2003 | 2004 | 2005 | 2006 | 2007 | 2008 | 2009 | 2010 | 2011 | 2012 | 2013 | 2014 |
| -------------- | ---- | ---- | ---- | ---- | ---- | ---- | ---- | ---- | ---- | ---- | ---- | ---- | ---- | ---- | ---- | ---- | ---- | ---- | ---- |
| Počet obyvatel | 289  | 285  | 258  | 216  | 210  | 269  | 284  | 280  | 293  | 303  | 312  | 318  | 324  | 334  | 362  | 406  | 429  | 403  | 421  |